# Begur
Begur (in castigliano: Bagur) è un comune spagnolo di 3 459 abitanti situato nella comunità autonoma della Catalogna.